# キオス島の虐殺
『キオス島の虐殺』（キオスとうのぎゃくさつ、仏: Scène des massacres de Scio）は、ウジェーヌ・ドラクロワが1824年に完成した油絵（354 x 419 cm ）。現在はパリのルーブル美術館の所蔵である。
1822年4月11日より数ヶ月間、当時オスマン帝国統治下のギリシアのキオス島（ヒオス島）にて、独立派らを鎮圧するため、トルコ軍兵士が一般住民を含めて虐殺した事件の一場面を、キャンバスにて表現したものといえる。1820年末より、ギリシア独立のための武装蜂起が始まり、1821年3月26日より、ギリシア独立戦争として一連の戦闘が開始されるが、トルコ側による鎮圧も過酷なものであった。
遠近法を無視したこの絵では、左側の人物のピラミッドと右側の人物のピラミッド、二つのピラミッドで構成されている。右側のピラミッドの頂点をなす騎乗するトルコ人司令官は全裸のギリシア女性をつるし上げ、その下に死んだ母親にすがる幼児、あらぬ彼方をみやる老婆が、絶望と弾圧の強い意志を表現して描かれている。
人物写真もなく、活字による報道だけであった1820年代で、絵画によるイメージという手法により、ギリシア独立について、ヨーロッパ市民の目を注ぐこととなった。
なお、この絵画も含めて、ヨーロッパ諸国によるギリシア独立支援への世論により、フランスやイギリスがギリシア独立勢力の支援に動き、1830年2月にギリシアのトルコからの完全独立が合意、1832年6月にギリシアが完全独立国として承認される。